# Ku Bon-chan
Ku Bonchan, né le 31 janvier 1993, est un archer sud-coréen. Double champion du monde de tir à l'arc par équipe à Copenhague en 2015, il remporte l'année suivante deux titres olympiques aux Jeux de Rio.

## Biographie
Né à Gyeongju, une ville du sud-est de la Corée du Sud, Ku Bonchan commence le tir à l'arc à l'âge de 12 ans, en 2004, à la suggestion de l'un de ses professeurs. Pendant dix années, il s'entraîne sans penser pouvoir devenir archer professionnel. Étudiant en éducation physique, son apprentissage universitaire l'aide à s'entraîner physiquement et mentalement.
En 2013, l'équipe nationale coréenne le sélectionne pour la première fois pour une compétition internationale, les championnats asiatiques de tirs à l'arc. Il termine quatrième du tournoi individuel des championnats organisés à Taipei. Membre de la dominante équipe masculine de Corée du Sud, il remporte en 2015 les épreuves de tir à l'arc par équipe homme et mixte lors des championnats du monde et le tournoi par équipe masculin de l'Universiade d'été.
Ku Bonchan remporte son premier titre olympique avec Kim Woo-jin et Lee Seung-yun lors de l'épreuve par équipe homme des Jeux olympiques d'été de 2016 de Rio de Janeiro. En finale, Ku enchaîne les flèches parfaites, ne manquant le 10 qu'à une seule reprise. Quelques jours plus tard, il se retrouve de nouveau en finale de l'épreuve individuel olympique contre Jean-Charles Valladont. Après une première série parfaite, il remporte la deuxième série. Il pense gagner la troisième série et donc le tournoi mais la flèche de son adversaire est réévaluée, partageant les points. Obligé de se concentrer de nouveau et tendu par la potentielle victoire, il manque une potentielle flèche décisive. Ku l'emporte finalement sur le score de 7 à 3 après une dernière série remportée 27 à 26,.
En mars 2017, Ku Bon-chan manque sa sélection dans l'équipe sud-coréenne en terminant dixième de la compétition nationale. Bien que champion olympique, il ne fait pas partie des huit athlètes coréens évoluant sur les compétitions internationales en 2017. En janvier 2018, il est de retour sur la Coupe du monde lors de l'épreuve de Nîmes.

## Palmarès
- Jeux olympiques
  -  Médaille d'or à l'épreuve individuel homme aux Jeux olympiques d'été de 2016 à Rio de Janeiro.
  -  Médaille d'or à l'épreuve par équipe homme aux Jeux olympiques d'été de 2016 à Rio de Janeiro (avec Kim Woo-jin et Lee Seung-yun).

- Championnats du monde[2]
  -  Médaille d'or à l'épreuve par équipe mixte aux championnats du monde 2015 à Copenhague (avec Ki Bo-Bae).
  -  Médaille d'or à l'épreuve par équipe homme aux championnats du monde 2015 à Copenhague (avec Kim Woojin et Oh Jin-hyek).

- Coupe du monde[2]
  -  Médaille d'or à l'épreuve par équipe homme à la coupe du monde 2014 de Medellín.
  -  Médaille d'argent à l'individuel homme à la coupe du monde 2014 de Antalya.
  -  Médaille d'or à l'épreuve par équipe homme à la coupe du monde 2014 de Antalya.
  -  Médaille d'argent à l'épreuve par équipe homme à la coupe du monde 2015 de Shanghai.
  -  Médaille d'or à l'individuel homme à la coupe du monde 2015 de Shanghai.
  -  Médaille d'argent à l'épreuve par équipe homme à la coupe du monde 2015 de Antalya.
  -  Médaille de bronze à l'épreuve individuelle homme à la coupe du monde 2016 de Medellín.
  -  Médaille d'or à l'épreuve par équipe homme à la coupe du monde 2016 de Medellín.
  -  Médaille d'argent à l'épreuve individuelle homme à la coupe du monde 2016 de Antalya.
  -  Médaille d'or à l'épreuve par équipe homme à la coupe du monde 2016 de Antalya.
  -  Médaille d'or à l'épreuve par équipe mixte à la coupe du monde 2016 de Antalya.
  -  Troisième à la Coupe du monde à l'individuelle homme à la coupe du monde 2016 à Odense.
  -  Coupe du monde à l'épreuve par équipe mixte à la coupe du monde 2016 à Odense.

- Universiade[2]
  -  Médaille d'argent à l'individuel homme aux Universiade d'été de 2015 de Gwangju.
  -  Médaille d'or à l'épreuve par équipe homme aux Universiade d'été de 2015 de Gwangju.

- Championnats d'Asie[2]
  -  Médaille d'or à l'épreuve par équipe mixte aux championnats d'Asie de 2013.
  -  Médaille d'or à l'épreuve par équipe homme aux championnats d'Asie de 2013.